# Perdita heterothecae
Perdita heterothecae är en biart som beskrevs av Cockerell 1900. Perdita heterothecae ingår i släktet Perdita och familjen grävbin. Inga underarter finns listade i Catalogue of Life.